# NGC 907
NGC 907 is een balkspiraalstelsel in het sterrenbeeld Walvis. Het hemelobject werd op 20 oktober 1784 ontdekt door de Duits-Britse astronoom William Herschel.

## Synoniemen
- PGC 9054
- ESO 545-10
- MCG -4-6-34
- UGCA 28
- IRAS02207-2056